# Риман (лунный кратер)
Кратер Риман (лат. Riemann) — большой древний ударный кратер у восточного лимба северного полушария видимой стороны Луны. Название присвоено в честь немецкого математика, механика и физика Георга Фридриха Бернхарда Римана (1826—1866)  и утверждено Международным астрономическим союзом в 1964 г. Образование кратера относится к донектарскому периоду.

## Описание кратера
Ближайшими соседями кратера Риман являются кратер Босс на севере; кратер Вашакидзе на северо-востоке; кратер Харкеби на востоке; кратер Вестин на юго-востоке; кратер Билс перекрывающий южную-юго-западную часть вала кратера Риман и кратер Гаусс на юго-западе. Селенографические координаты центра кратера 39°23′ с. ш. 87°11′ в. д. / 39,38° с. ш. 87,18° в. д., диаметр 117,9 км, глубина 3 км.
Кратер Риман имеет полигональную форму и значительно разрушен. Вал сглажен, перекрыт множеством кратеров различного размера, в некоторых местах полностью разрушен и представляет собой кольцо отдельно стоящих пиков и хребтов, лучше всего сохранилась восточная часть вала. Дно чаши пересеченное, с отдельными ровными областями прилегающими к центральной части. В северо-восточной и западной части расположены массивные хребты. Южнее центра чаши находится приметный чашеобразный кратер.
За счет своего расположения у северо-восточного лимба Луны кратер при наблюдениях имеет искажённую форму, наблюдения зависят от либрации.

## Сателлитные кратеры
| Риман | Координаты                                            | Диаметр, км |
| ----- | ----------------------------------------------------- | ----------- |
| B     | 41°25′ с. ш. 85°34′ в. д. / 41,41° с. ш. 85,56° в. д. | 26,3        |
| J     | 37°25′ с. ш. 89°47′ в. д. / 37,42° с. ш. 89,79° в. д. | 48,5        |

- Сателлитный кратер Риман A в 1982 г. переименован Международным астрономическим союзом в кратер Бис.
- Образование сателлитного кратера Риман J относится к нектарскому периоду[1].

## См.также
- Список кратеров на Луне
- Лунный кратер
- Морфологический каталог кратеров Луны
- Планетная номенклатура
- Селенография
- Минералогия Луны
- Геология Луны
- Поздняя тяжёлая бомбардировка